# Bisbat de Grenoble-Vienne

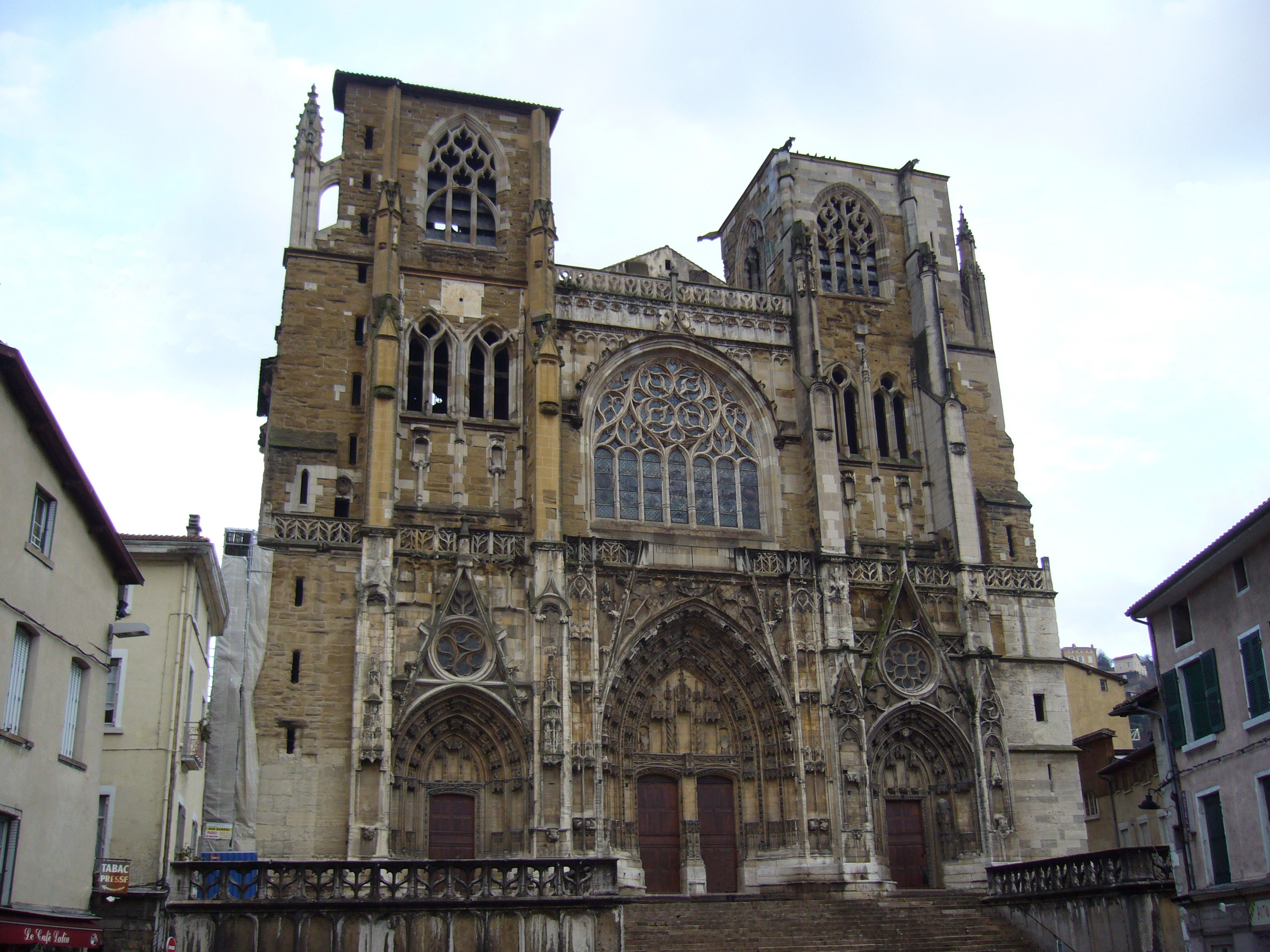
L'ex catedral de sant Maurici a Vienne

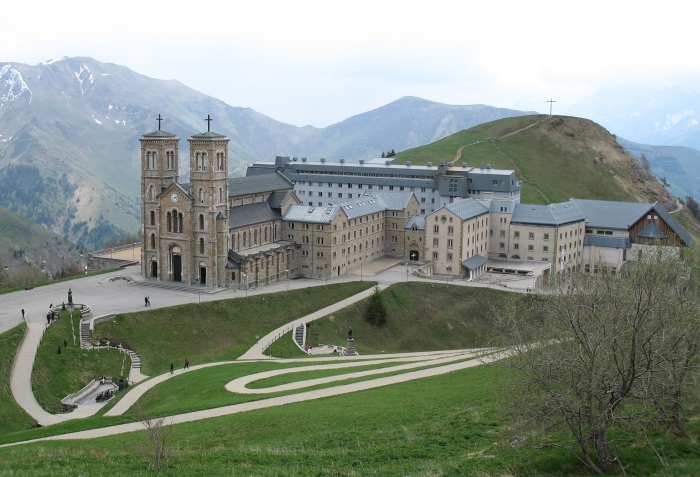
El santuari marià de La Salette

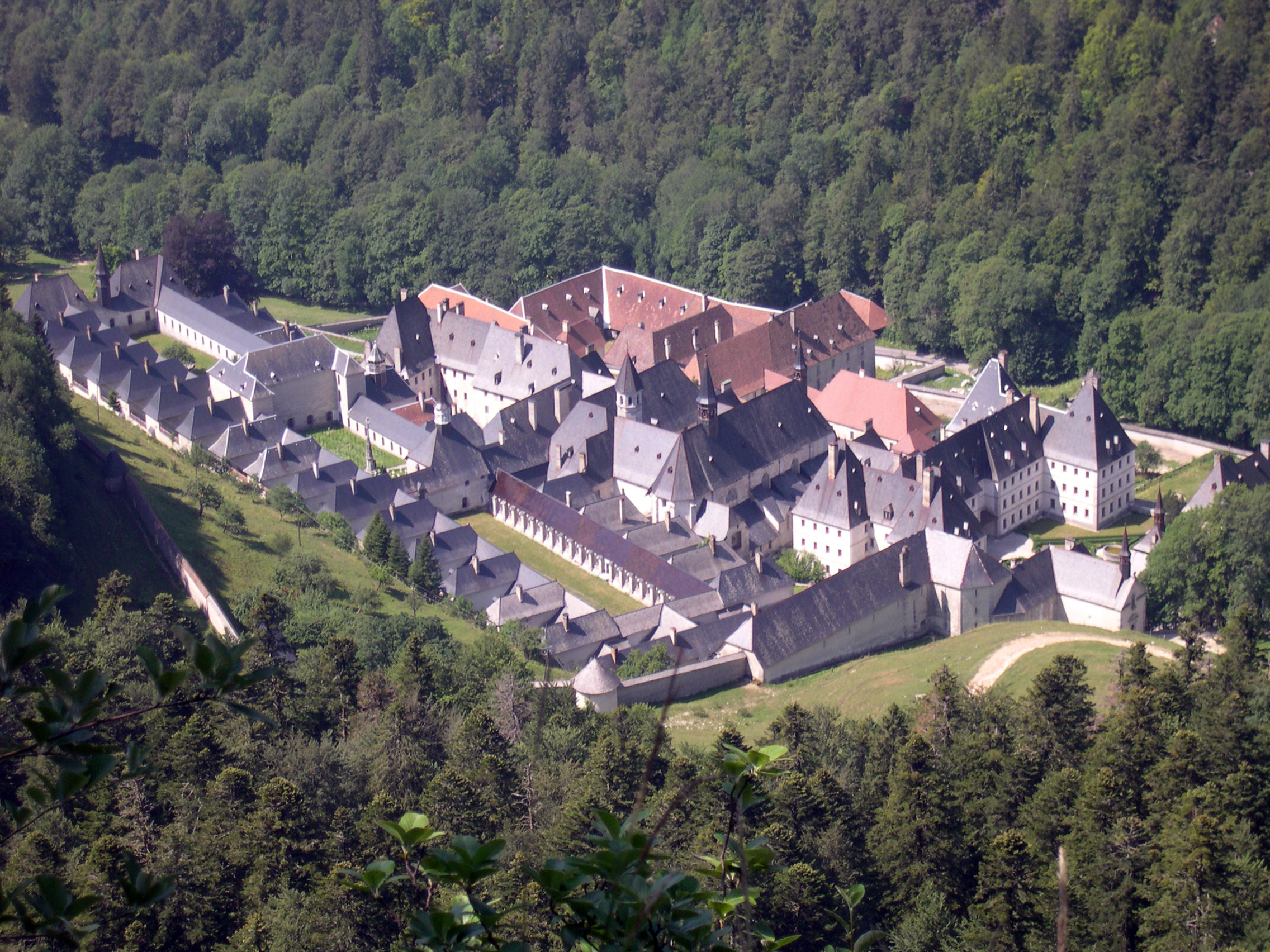
El monestir de la Grande Chartreuse

El bisbat de Grenoble-Vienne (francès:  Diocèse de Grenoble-Vienne, llatí: Dioecesis Gratianopolitana-Viennensis Allobrogorum) és una seu de l'Església Catòlica a França, sufragània de l'arquebisbat de Lió. Al 2013 tenia 787.000 batejats sobre una població de 1.197.000 habitants. Actualment està regida pel bisbe Guy André Marie de Kérimel, Comm. l'Emm.

## Territori
La diòcesi comprèn el departament francès de l'Isère.
La seu episcopal és la ciutat de Grenoble, on es troba la catedral de Nostra Senyora. A Viena del Delfinat es troba l'antiga catedral de Sant Maurici.
Els principals llocs de pelegrinatge de la diòcesi són: Nostra senyora de Parmènia, re-fundada al segle XVII a través de l'obra d'una pastora; Notre-Dame-de-l'Osier, a Vinay, que data del 1649 i sobretot el famós santuari de la Mare de Déu de la Saleta, que deu el seu origen a l'aparició de la Verge el 19 de setembre de 1846 a Maximin Giraud i Mélanie Calvat .
El territori s'estén sobre 7.431 km², i està dividit en 46 parròquies.

## Història
La diòcesi de Grenoble va ser erigida al segle iv. El 450, per decisió de Lleó el Gran, es va convertir en sufragània de l'arxidiòcesi de Viena del Delfinat. El primer bisbe conegut de Grenoble és sant Donnino, que va participar en el concili d'Aquileia el 381. A mitjans del segle v, el bisbe Cerato és recordat per la llegenda com a oponent de l'arrianisme.
Els benedictins i els agustinians fundaren aviat molts monestirs de la diòcesi, com el de Vizille, que es remunta al 994, però el ple desenvolupament de la vida monàstica es van dur a terme durant l'episcopat de sant Hugo. L'abadia de Saint-Martin de Miséré, que inicialment va atreure a molts monestirs agustins i l'escola del priorat de Villard Benoît a Pontcharra van ser importants durant els segles XII i xiii. No obstant això, la forma peculiar de la vida monàstica al Delfinat, des del temps de sant Hugo, era la dels monjos cartoixans, fundats per sant Bru el 1084 amb l'erecció a la diòcesi de la Gran Cartoixa, la casa mare de l'ordre.
Des de la primera meitat del segle xiii, la branca francesa dels valdesos va fer del Delfinat el seu centre principal. D'aquí provenia Guillaume Farel, el predicador francès més hàbil de la reforma. Pierre de Sébiville, un apostata franciscà, va introduir el protestantisme a Grenoble el 1522, que va tenir un gran seguiment al llarg de la diòcesi. Posteriorment seria durament marcada per les guerres de religió, especialment en 1562, quan el cruel baró des Andrets va actuar com a tinent general al Delfinat del Príncep de Condé.
Les dues estades a Grenoble l'any 1598 i l'any 1600 del jesuïta Pierre Cotton, més tard confessor d'Enric IV de França, van aconseguir despertar conversions considerables del protestantisme; en la memòria del que el condestable de França, de Lesdiguières, que va ser al seu torn convertit en 1622, va encoratjar la fundació a Grenoble d'una casa dels jesuïtes, amb qui, en 1651, els jesuïtes van establir un col·legi. No obstant això, no va ser fins al'episcopat de Pierre Scarron (1620-1667) que es va poder considerat que s'havia restablert el catolicisme al Delfinat.
A la segona meitat del segle XVII va emergir la figura d'Étienne Le Camus, l'únic bisbe de Grenoble que s'ha convertit en cardenal, qui es va comprometre a aplicar les decisions del Concili de Trento, a través de nombroses visites pastorals i la fundació del seminari.
El 18 d'agost de 1779 va cedir una part del seu territori per a establir la diòcesi de Chambéry.
El papa Pius VI, fet presoner a França, va passar dos dies a Grenoble el 1799. Fins i tot Pius VII es va mantenir en confinament a la prefectura de Grenoble de 2 a de juliol de 21 d'agost de 1808. El bisbe Simon no va poder visitar-lo.
Després del concordat amb la butlla Qui Christi Domini del Papa Pius VII el 29 de novembre de 1801, la diòcesi de Grenoble es va convertir en part de la província eclesiàstica de l'arxidiòcesi de Lió. Al mateix temps, el territori de la diòcesi es va fer coincidir amb el del departament.
En 1815, a la capella del seminari, va ser ordenat sacerdot Joan Maria Vianney, capellà de la diòcesi, més conegut com el Rector d'Ars, que va ser canonitzat el 1925 i proclamat patró de tots els rectors en 1929. També originari de la diòcesi és Henri Grouès, conegut com l'abbé Pierre, fundador de la comunitat d'Emaús.
El 15 de desembre de 2006 es va fer càrrec del nom actual de la diòcesi de Grenoble-Viena.

## Cronologia episcopal
El catàleg dels bisbes de Grenoble més antic es troba al primer dels cartularis atribuït a sant Hug, entre els segles xi i xii.
- San Donnino † (citat el 381)
- San Diogene †
- Amico †
- Sebastiano †
- Vitaliano †
- San Cerazio † (abans de 441 - després de 451)
- Vivenzio † (citat el 464)
- San Vittore † (abans de 517 - després de 518/523)
- Ursolo † (citat el 538)
- Siagrio I † (abans de 552 - després de 570)[1]
- Esichio I † (abans de 573 - vers 601 mort)
- Siagrio II † (citat el 614)[2]
- Claro † (abans de 650 - després de 653)
- San Ferreolo †[3]
- Boso †
- Esichio II †
- Austroberto †
- Ramnoldo (o Rainaldo) † (citat el 707 ?)
- Ragnomaro † (citat el 726)[4]
- Austorico †
- Corbo † (citat el 743 ?)
- Leoperto †
- Ardinco †
- Odolardo † (citat el 804 ?)
- Radoldo † (citat el 825 ?)
- Siuperto † (citat el 829 ?)
- Ebroaldo †
- Adalulfo † (citat el 840)
- Ebbo † (abans de 855 - després de 860)
- Bernario † (elegit el 869 - després de 882)
- Isacco † (abans de 892 - després de 922)
- Alcherio † (? - vers 949 mort)
- Isarno † (abans de d'agost de 950 - després de 976)
- Humbert d'Albon † (abans de 990 - després de 1025 renuncià)
- Mallen † (citat el 1030)
- Artaud † (abans de 1037 - després de 1058)
- Pons Claudus †
- Pons † (? - 1076 excomunicat)
- Sant Hug I † (1080 - 1 d'abril de 1132 mort)
- Hugues II, O.Carth. † (1132 - vers 1148 nomenat arquebisbe de Vienne)
- Othmar de Sassenage, O.Carth. †
- Geoffroy † (abans de 1151 - 1163 deposat)
- Jean de Sassenage † (abans de febrer de 1164 - 1220 mort)
- Guillaume, O.Carth. † (vers 1220)
- Pierre I † (? - 1221 ? mort)
- Soffroy † (1223 - després de 1230)
- Pierre II † (abans de d'abril de 1238 - després de 1249)
- Falcon † (1251 - 1266 mort)
- Guillaume de Sassenage † (25 de juliol de 1266 - després de 1299)
- Guillaume de Royn † (21 de novembre de 1301 - 1337 mort)
- Jean de Chissé † (23 de desembre de 1337 - 1350 mort)
- Rodolphe de Chissé † (16 de setembre de 1350 - 28 de febrer de 1380 nomenat arquebisbe de Tarentèsa)
- François de Conzié † (28 de febrer de 1380 - 20 de gener de 1388 nomenat arquebisbe d'Arles)
- Aymon de Chissé I, O.S.B † (20 de gener de 1388 - 24 d'octubre de 1427 nomenat bisbe de Niça)
- Aymon de Chissé II † (24 d'octubre de 1427 - setembre de 1450 mort)
- Siboud Allemand de Séchilienne † (citat el 1454 - vers 1476 renuncià)
- Laurent Allemand de Laval I, O.S.A. † (19 de gener de 1476 - vers 1477 nomenat bisbe de Orange)[5]
- Jost de Silenen † (9 de juny de 1477 - 2 d'agost de 1482 nomenat bisbe de Sion)
  - Jost de Silenen † (2 d'agost de 1482 - 1484 renuncià) (administrador apostòlic)
- Laurent Allemand de Laval I, O.S.A. † (8 de març de 1484 - 1518 renuncià) (per segona vegada)
- Laurent Allemand de Laval II, O.S.A. † (26 d'abril de 1518 - 5 de setembre de 1561 mort)
- François D'Avançon, O.S.B † (16 de desembre de 1562 - 5 de febrer de 1575 mort)
- François Fléhard † (14 d'octubre de 1575 - 4 d'octubre de 1606 mort)
- Jean de La Croix de Chevrières † (4 de juliol de 1607 - maig de 1619 mort)
- Alphonse de La Croix de Chevrières † (maig de 1619 - 1620 renuncià)
- Pierre Scarron † (14 de desembre de 1620 - 8 de febrer de 1668 mort)
- Étienne Le Camus † (1 de juliol de 1671 - 12 de setembre de 1707 mort)
- Ennemond Montmartin † (12 de març de 1708 - 28 d'octubre de 1719 mort)
- Paul de Chaulnes † (16 de juny de 1721 - 20 d'octubre de 1725 mort)
- Jean de Caulet † (20 de març de 1726 - 27 d'octubre de 1771 mort)
- Jean de Cairol de Madaillan † (16 de desembre de 1771 - 10 de desembre de 1779 renuncià)
- Marie-Anne-Hippolyte Hay de Bonteville † (13 de desembre de 1779 - 6 d'octubre de 1788 mort)
- Henri-Charles du Lau d'Alleman † (30 de març de 1789 - 4 d'abril de 1802 mort)
- Claude Simon † (2 d'agost de 1802 - 3 d'octubre de 1825 mort)
- Philibert de Bruillard † (3 de juliol de 1826 - 7 de desembre de 1852 jubilat)
- Jacques-Marie-Achille Ginoulhiac † (7 de març de 1853 - 27 de juny de 1870 nomenat arquebisbe de Lió)
- Pierre-Antoine-Justin Paulinier † (27 de juny de 1870 - 17 de setembre de 1875 nomenat arquebisbe de Besançon)
- Amand-Joseph Fava † (23 de setembre de 1875 - 17 d'octubre de 1899 mort)
- Paul-Emile-Marie-Joseph Henry † (14 de desembre de 1899 - 8 de juliol de 1911 mort)
- Louis-Joseph Maurin † (1 de setembre de 1911 - 1 de desembre de 1916 nomenat arquebisbe de Lió)
- Alexandre Caillot † (22 de març de 1917 - 5 de gener de 1957 mort)
- André-Jacques Fougerat † (5 de gener de 1957 - 19 de setembre de 1969 renuncià)
- Gabriel-Marie-Joseph Matagrin † (19 de setembre de 1969 - 26 de setembre de 1989 renuncià)
- Louis Jean Dufaux † (26 de setembre de 1989 - 10 de juny de 2006 jubilat)
- Guy André Marie de Kérimel, Comm. l'Emm., succeduto il 10 de juny de 2006

## Estadístiques
A finals del 2013, la diòcesi tenia 787.000 batejats sobre una població de 1.197.000 persones, equivalent al 65,7% del total.
| any  | població | població  | població | sacerdots | sacerdots       | sacerdots       | sacerdots             | diaques | religiosos | religiosos | parròquies |
| ---- | -------- | --------- | -------- | --------- | --------------- | --------------- | --------------------- | ------- | ---------- | ---------- | ---------- |
| any  | batejats | total     | %        | total     | clergat secular | clergat regular | batejats por sacerdot | diaques | homes      | dones      |            |
| 1949 | 400.000  | 700.000   | 57,1     | 655       | 575             | 80              | 610                   |         | 100        | 400        | 599        |
| 1970 | 780.000  | 849.683   | 91,8     | 695       | 538             | 157             | 1.122                 |         | 214        | 1.408      | 600        |
| 1980 | 706.000  | 876.000   | 80,6     | 489       | 405             | 84              | 1.443                 | 5       | 100        | 800        | 575        |
| 1990 | 760.000  | 963.000   | 78,9     | 402       | 322             | 80              | 1.890                 | 8       | 92         | 887        | 588        |
| 1999 | 804.000  | 1.020.000 | 78,8     | 350       | 267             | 83              | 2.297                 | 26      | 121        | 832        | 588        |
| 2000 | 800.000  | 1.015.753 | 78,8     | 358       | 271             | 87              | 2.234                 | 25      | 119        | 820        | 189        |
| 2001 | 800.000  | 1.015.753 | 78,8     | 302       | 225             | 77              | 2.649                 | 24      | 109        | 820        | 189        |
| 2002 | 700.000  | 1.080.700 | 64,8     | 289       | 210             | 79              | 2.422                 | 24      | 109        | 220        | 189        |
| 2003 | 800.000  | 1.145.598 | 69,8     | 295       | 218             | 77              | 2.711                 | 24      | 93         | 800        | 189        |
| 2004 | 700.000  | 1.145.598 | 61,1     | 284       | 207             | 77              | 2.464                 | 29      | 108        | 220        | 146        |
| 2006 | 707.000  | 1.156.000 | 61,2     | 254       | 202             | 52              | 2.783                 | 33      | 83         | 220        | 48         |
| 2013 | 787.000  | 1.197.000 | 65,7     | 241       | 151             | 90              | 3.265                 | 43      | 116        | 400        | 46         |